# Alice au pays des merveilles (film, 1903)
Pour les articles homonymes, voir Alice au pays des merveilles (homonymie).
Pour plus de détails, voir Fiche technique et Distribution.
Alice au pays des merveilles (Alice in Wonderland) , est un film muet britannique réalisé par Cecil Hepworth et Percy Stow, sorti en 1903. C'est la première adaptation filmée de l'œuvre d'Alice au pays des merveilles, le célèbre livre de Lewis Carroll. 
Le film est notable par son utilisation d'effets spéciaux élaborés, comme la chute dans le terrier du lapin, les changements de taille d'Alice ou la transformation d'un bébé en cochon.
Il n'existe qu'une copie originale, en partie lacunaire, connue de ce film. Le British Film Institute a partiellement restauré le film et sa musique originale le 24 février 2010. On peut depuis voir le film sur de nombreuses plateformes, et il a été inclus comme bonus au DVD que la BBC a diffusé en 1996.

## Texte des intertitres

### Texte original
1. « Alice dreams that she sees the White Rabbit and follows him down the Rabbit-hole, into the Hall of Many Doors. »
2. « Alice, now very small, has gained access to the Garden where she meets a Dog and tries to make him play with her »
3. « Alice enters the White Rabbit's tiny House, but, having suddenly resumed her normal size, she is unable to get out until she remembers the magic fan. »
4. « The Duchess's Cheshire Cat appears to Alice and directs her to the Mad Hatter. — The Mad Tea-Party. »
5. « THE ROYAL PROCESSION — The Queen invites Alice to join. — Alice unintentionally offends the Queen who calls the Executioner to behead her. But Alice, growing bolder, boxes his ears and in the confusion which results, she awakes. »

### Traduction
1. « Alice rêve qu'elle voit un lapin blanc et qu'elle le suit dans son terrier, dans le hall aux multiples portes. »
2. « Alice, désormais très petite, avait réussi à rejoindre le jardin quand elle rencontra un chien et essaya de le faire jouer avec elle. »
3. « Alice entre dans la minuscule maison du Lapin Blanc mais, ayant soudainement retrouvée sa taille normale, elle est incapable de sortir, quand elle se souvint de l'éventail magique. »
4. « Le Chat de Cheshire de la Duchesse apparaît à Alice et la dirige vers le Chapelier fou. — Le goûter fou. »
5. « LA PROCESSION ROYALE — La Reine invite Alice à la rejoindre. — Alice offense involontairement la reine qui appelle le bourreau pour lui couper la tête. Mais Alice, de plus en plus audacieuse, frappe ses oreilles et, dans la confusion qui en résulte, se réveille. »

## Fiche technique
- Titre original : Alice in Wonderland
- Réalisation : Cecil Hepworth et Percy Stow
- Scénario : Cecil Hepworth (d'après le roman de Lewis Carroll)
- Producteurs : Cecil Hepworth, Elias Koopman, Herman Casler et Harry Marvin
- Distribution : American Mutoscope and Biograph Company, Edison Manufacturing Company et la Kleine Optical Company
- Photographie : Cecil Hepworth
- Format : noir et blanc
- Langue : anglais
- Date de sortie : 17 octobre 1903

## Distribution
- Alice : May Clark
- Le lapin blanc / La reine rouge : Mrs. Hepworth
- Chapelier fou / Le poisson : Norman Whitten
- La Grenouille : Cecil Hepworth
- Carte à jouer : Geoffrey Faithfull
- Carte à jouer : Stanley Faithfull
- Le casting inclut également un grand nombre d'enfants jouant les cartes à jouer.